# Nephrolepis abrupta
Nephrolepis abrupta är en spjutbräkenväxtart som först beskrevs av Jean Baptiste Bory de Saint-Vincent, och fick sitt nu gällande namn av Georg Heinrich Mettenius. Nephrolepis abrupta ingår i släktet Nephrolepis och familjen Nephrolepidaceae. Inga underarter finns listade.